# Radek Hamr
Radek Hamr (* 15. Juni 1974 in Litoměřice, Tschechoslowakei) ist ein ehemaliger tschechischer Eishockeyspieler und derzeitiger -trainer, der zuletzt bis Sommer 2015 beim Färjestad BK in der Svenska Hockeyligan als Assistenztrainer unter Vertrag stand.

## Karriere
Radek Hamr begann seine Karriere als Eishockeyspieler in der Jugend des HC Litoměřice. Über den HC Slovan Ústí nad Labem kam er zum HC Sparta Prag, für dessen Profimannschaft er in der Saison 1991/92 sein Debüt in der 1. Liga, der höchsten tschechoslowakischen Spielklasse, gab, wobei er in zwei Spielen punkt- und straflos blieb. Anschließend wurde er im NHL Entry Draft 1992 in der vierten Runde als insgesamt 73. Spieler von den Ottawa Senators ausgewählt. Im selben Jahr wurde er beim CHL Import Draft von den Bisons de Granby als neunter Spieler ausgewählt. Für die Senators absolvierte der Verteidiger in den folgenden beiden Jahren jedoch nur elf Partien in der National Hockey League, während er die restliche Zeit in deren Farmteams, den Prince Edward Island Senators aus der American Hockey League und den Fort Wayne Komets aus der International Hockey League verbrachte. Daraufhin kehrte er 1995 nach Tschechien zurück, wo er einen Vertrag bei seinem Ex-Club HC Sparta Prag aus der Extraliga erhielt. Für die Hauptstädter nahm der Linksschütze in der Saison 1996/97 zudem parallel am Spielbetrieb der European Hockey League teil, in der er in zehn Spielen ein Tor erzielte und acht Vorlagen gab.
Im Sommer 1997 wechselte Hamr erstmals in seiner Laufbahn ins europäische Ausland, wo er von Västra Frölunda aus der schwedischen Elitserien verpflichtet wurde. Nachdem er auch die Saison 1998/99 in Frölunda begonnen hatte, verließ er den Verein bereits nach neun Spielen und unterschrieb bei deren Ligarivalen Färjestad BK, mit dem er in der Saison 2000/01 Vizemeister wurde, wozu er mit der besten Plus/Minus-Bilanz der Liga beitrug. Daraufhin kehrte er zum HC Sparta Prag zurück, mit dem er in der Saison 2001/02 erstmals Tschechischer Meister wurde. Im Anschluss an diesen Erfolg nahm Färjestad den Tschechen erneut unter Vertrag. Nach drei Finalniederlagen konnte Hamr in der Saison 2005/06 erstmals die Schwedische Meisterschaft gewinnen. Im Sommer 2006 ging der ehemalige NHL-Spieler zu den Kloten Flyers in die Schweizer Nationalliga A. Mit den Flyers scheiterte der Nationalspieler in der Saison 2008/09 in den Playoff-Finalspielen knapp mit 3:4 Siegen in der Best-of-Seven-Serie am HC Davos. Nach langer Verletzungspause lösten die Flyers den Vertrag mit Hamr im Juli 2011 auf.
Im April 2012 gab Hamr sein verletzungsbedingtes Karriereende bekannt und war anschließend ab der Saison 2012/13 bis zum Ende der Spielzeit 2014/15 als Assistenztrainer bei seinem ehemaligen Klub Färjestad BK in der Svenska Hockeyligan tätig. Zurzeit ist er als in Schweden zertifizierter Spieleragent für die „Win Hockey Agency“ tätig.

### International
Mit der tschechoslowakischen U18-Auswahl spielte Hamr bei der Europameisterschaft 1992 und gewann dort den Titel. Für Tschechien nahm er an der Weltmeisterschaft 2007 teil, bei der er mit seiner Mannschaft den siebten Platz belegte.

## Erfolge und Auszeichnungen
| - 1992 Goldmedaille bei der U18-Europameisterschaft - 2001 Beste Plus/Minus-Statistik der Elitserien - 2001 Schwedischer Vizemeister mit Färjestad BK - 2002 Tschechischer Meister mit dem HC Sparta Prag - 2003 Schwedischer Vizemeister mit Färjestad BK | - 2004 Schwedischer Vizemeister mit Färjestad BK - 2005 Schwedischer Vizemeister mit Färjestad BK - 2006 Schwedischer Meister mit Färjestad BK - 2009 Schweizer Vizemeister mit den Kloten Flyers - 2011 Schweizer Vizemeister mit den Kloten Flyers |

## Karrierestatistik

### Eishockey
(Legende zur Spielerstatistik: Sp oder GP = absolvierte Spiele; T oder G = erzielte Tore; V oder A = erzielte Assists; Pkt oder Pts = erzielte Scorerpunkte; SM oder PIM = erhaltene Strafminuten; +/− = Plus/Minus-Bilanz; PP = erzielte Überzahltore; SH = erzielte Unterzahltore; GW = erzielte Siegtore; 1 Play-downs/Relegation; Kursiv: Statistik nicht vollständig)

### Rollhockey
(Legende zur Spielerstatistik: Sp oder GP = absolvierte Spiele; T oder G = erzielte Tore; V oder A = erzielte Assists; Pkt oder Pts = erzielte Scorerpunkte; SM oder PIM = erhaltene Strafminuten; +/− = Plus/Minus-Bilanz; PP = erzielte Überzahltore; SH = erzielte Unterzahltore; GW = erzielte Siegtore; 1 Play-downs/Relegation; Kursiv: Statistik nicht vollständig)